# Industrial Technology Research Institute

Edificio dell'Industrial Technology Research Institute

Lo Industrial Technology Research Institute (ITRI; Cinese: 工業技術研究院; pinyin: Gōngyè Jìshù Yánjiùyuàn, in italiano: Istituto di ricerca di tecnologia industriale) è una organizzazione no profit di ricerca e sviluppo di ricerca applicata e servizi tecnici originaria di Taiwan. Fu fondata nel 1973 ed ebbe un ruolo cruciale nel trasformare l'economia di Taiwan dal tipo industriale con lavoro intensivo ad una ad alta tecnologia.
La sede è a Taiwan, ma ha anche uffici negli Stati Uniti, Giappone, Russia e Germania.